# Arnutovce
Arnutovce (allemand : Emaus ,hongrois : Arnótfalva) est un village de Slovaquie situé dans la région de Košice.

## Histoire
Première mention écrite du village en 1317.

## Démographie

### Évolution de la population
| Année:               | 1994. | 2004.    | 2014.    | 2024.    |
| -------------------- | ----- | -------- | -------- | -------- |
| Nombre de personnes: | 456   | 595      | 751      | 867      |
| Différence:          |       | +30,48 % | +26,21 % | +15,44 % |

| Année:               | 2023. | 2024.   |
| -------------------- | ----- | ------- |
| Nombre de personnes: | 859   | 867     |
| Différence:          |       | +0,93 % |

## Patrimoine
Église catholique paroissiale Sainte-Hélène bâtie au début du XVe siècle dans le style gothique.